# Volby do Říšské rady 1891
Volby do Říšské rady 1891 byly volby konané ve dnech 2. a 4. března 1891 v Předlitavsku.  Zvoleno v nich bylo 353 členů poslanecké sněmovny (dolní komory) celostátního parlamentu, Říšské rady. Šlo o poslední volby v Předlitavsku konané podle původního kuriového systému bez všeobecného volebního práva. 

## Dobové souvislosti
Od roku 1879 vládla v Předlitavsku vláda Eduarda Taaffeho, která byla nejdéle fungujícím kabinetem v dějinách Předlitavska. Zejména díky stabilní provládní koalici (takzvaný Železný kruh pravice) zahrnující konzervativní německo-rakouské formace, Polský klub a české poslance mohla vláda existovat po více než jednu dekádu. Od roku 1890 ovšem vnitropolitickou scénou otřásaly takzvané Punktace, tedy pokus o česko-německé vyrovnání v Čechách. Punktace ale narazily v českém táboře na sílící opozici mladočechů, kteří se prostřednictvím kritiky punktací úspěšně vymezovali proti politice dosud ve vládě dominujících staročechů. V lednu 1891 nechal Taaffe rozpustit sněmovnu a od nových voleb si sliboval vyjasnění silových poměrů v české politice a potažmo i na celostátní úrovni. Zároveň zahájil opatrné sondování možnosti sestavení alternativní provládní většiny (z vlády odešel polský konzervativec Julian Dunajewski).
Hlasování probíhalo podle původního systému kuriálního systému, v němž volební právo měla jen část populace, navíc hlasující odděleně v jednotlivých kuriích (velkostatkářská, městská, kurie obchodních a živnostenských komor a kurie venkovských obcí). Volební právo omezoval volební cenzus (daňově definovaný, tedy volit směli jen ti, kteří odváděli na daních nějakou minimální částku).

## Výsledky a dopady voleb
Volby výrazně pozměnily silové poměry v rakouském parlamentu, zejména v českém táboře, kde naprosto triumfovali mladočeši, zatímco staročeská strana získala v Čechách jen jeden mandát. Mladočeši pak na Říšské radě utvořili samostatnou frakci (Klub neodvislých poslanců českých), čímž se rozpadl dosud jednotný Český klub tvořený staročechy a šlechtickou Stranou konzervativního velkostatku. Samostatně se na Říšské radě sdružili i čeští poslanci z Moravy.
Propad staročechů a posílení mladočeské protivládní opozice měl dopad i na vládní poměry. Kabinet Eduarda Taaffeho nyní ztratil dosavadní většinu a železný kruh pravice byl rozbit. Taaffe ovšem dokázal vytvořit novou většinu a v klíčových hlasováních získal pro svou vládu podporu německých liberálů, kteří ve sněmovně byli jednoznačně nejsilnějším klubem se 108 mandáty (konzervativní německorakouský Hohenwartův klub posílený i o českou konzervativní šlechtu měl cca 70 křesel a Polský klub 58 mandátů).